# جوزيف لو
جوزيف لو (بالإنجليزية: Joseph Low)‏ هو فنان أمريكي، ولد في 11 أغسطس 1911 في Coraopolis, Pennsylvania ‏ في الولايات المتحدة، وتوفي في 12 فبراير 2007.

## وصلات خارجية
- جوزيف لو على موقع IMDb (الإنجليزية)